# Pałac Juliusza Heinzla w Łodzi (1890–1942)

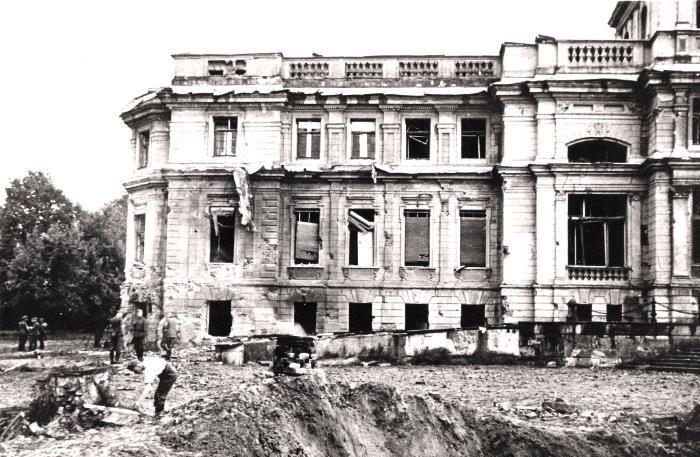
Pałac po bombardowaniu w 1939

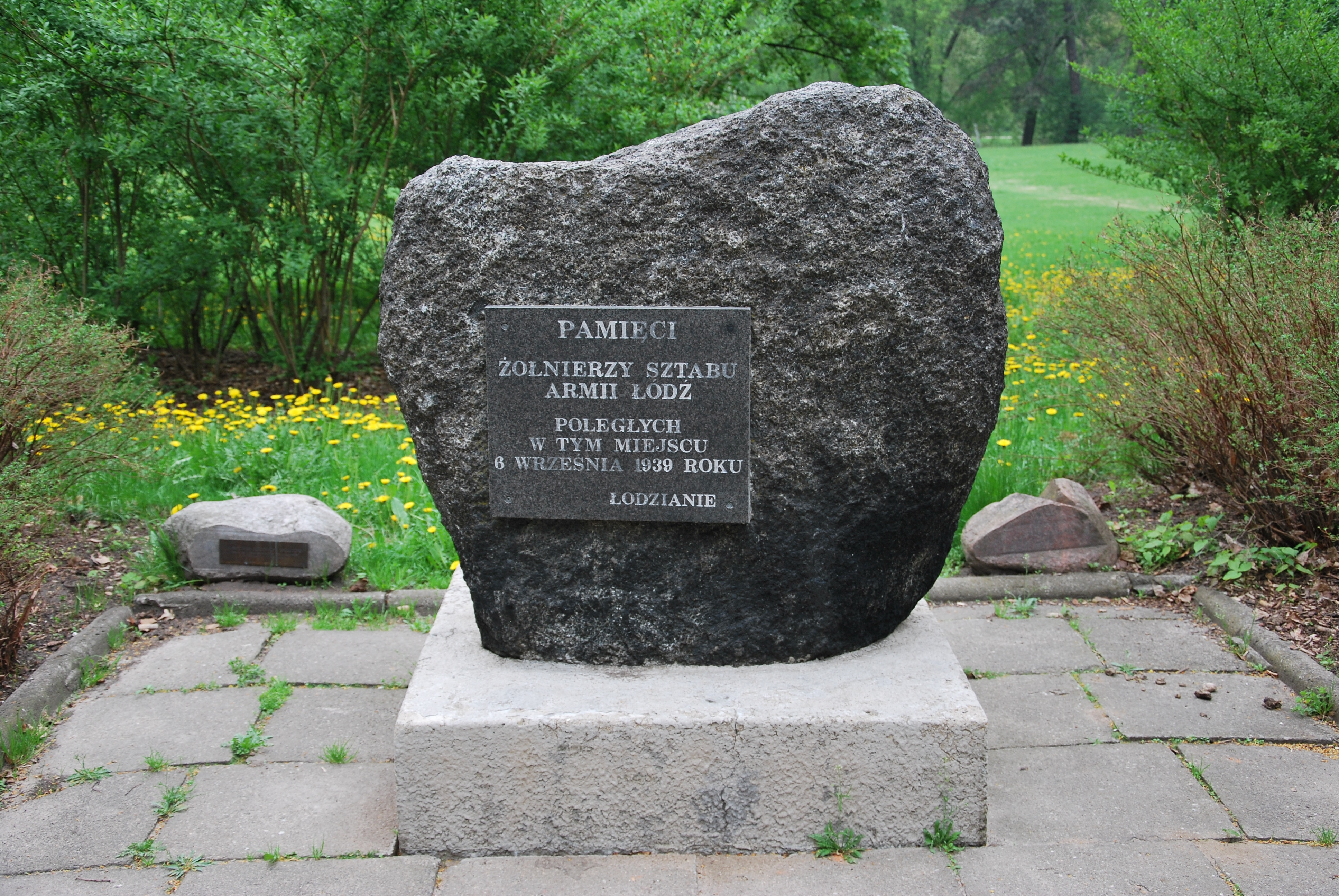
Głaz z tablicą upamiętniającą poległych żołnierzy

Pałac Juliusza Heinzla – istniejący w latach 1890–1942 pałac, należący do Juliusza Heinzla, położony na terenie parku Julianowskiego w Łodzi.

## Historia
Park Julianowski wraz z obszarem, na którym znajduje się pałac, należał pierwotnie do rodu Zawiszów i wchodził w skład majątku Marysin III. Majątek został zlicytowany w latach 80. XIX w. i zakupiony przez Juliusza Heinzla. W 1890 Juliusz Heinzel na terenie ogrodu przynależącego do folwarku, w miejscu drewnianego dworu na wzniesieniu terenu, wybudował pałac według projektu architekta Ottona Gehliga i Alwila Jankaua za kwotę 60 tys. rubli. W pałacu Heinzlowie gromadzili dzieła malarstwa, rzeźby i broni średniowiecznej. Synowie Juliusza Heinzla – Juliusz Teodor Heinzel i Ludwik Heinzel – organizowali w nim huczne przyjęcia, ich gośćmi byli m.in. Franciszek Żwirko, Eugeniusz Bodo i biskup Wincenty Tymieniecki.
W 1938 w związku z zadłużeniem rodu Heinzlów Ryszard Heinzel sprzedał majątek w Julianowie za 1,2 mln zł. Nowym nabywcą zostały władze miejskie Łodzi, przeznaczając obiekt pałacu na Muzeum Regionalne. W chwili wybuchu II wojny światowej w pałacu mieścił się sztab Armii „Łódź”. 6 września 1939 został on zbombardowany przez lotnictwo niemieckie, wskutek czego zginęło kilku polskich żołnierzy, a dowódca armii Juliusz Rómmel został ogłuszony. Zrujnowany pałac został opuszczony. W 1942 Niemcy rozebrali jego ruiny, a założenie parkowe znacząco przekształcili.

## Pałac w kulturze
Pałac Roberta Kesslera w powieści Władysława Reymonta „Ziemia Obiecana” był inspirowany pałacem Juliusza Heinzla. Autor opisał w niej huczne przyjęcia wystawiane przez Kesslera.

## Architektura
Pałac powstał nawiązując stylu włoskiego renesansu. Bryła powstała na rzucie wydłużonego prostokąta z piętrowymi skrzydłami. W środkowej części pałacu usytuowana była trójkondygnacyjna wieża, w której przyziemiu zlokalizowana była szeroka, sklepiona brama z dwustronnym podjazdem. W sąsiedztwie pałacu znajdował się zwierzyniec i ogród warzywny.

## Upamiętnienie
W miejscu dawnej lokalizacji pałacu usytuowano głaz z tablicą upamiętniającą żołnierzy poległych podczas bombardowania pałacu 6 września 1939.